# الجامعة الوطنية في رواندا
جامعة رواندا الوطنية (بالفرنسية: Université nationale du Rwanda)‏ كانت أكبر جامعة في رواندا. تقع في مدينة هويي ‏، وقد تم تأسيسها عام 1963 من قبل الحكومة بالتعاون مع جماعة الدومينيكان من مقاطعة كيبيك بكندا. مؤسسها وأول رئيس لها كان الأب جورج هنري ليفيسك ‏. في عام 2013، إلى جانب جميع مؤسسات التعليم العالي العامة في رواندا، تم دمجها في جامعة رواندا ‏ المنشأة حديثًا.
عندما تم تأسيسها، كانت الجامعة الوطنية في رواندا تتكون من ثلاثة أقسام (كليتي الطب والعلوم الاجتماعية، وكلية تدريب المعلمين)، و 51 طالبًا و 16 محاضرًا. عانت الجامعة بشدة خلال الإبادة الجماعية واضطرت إلى إغلاق أبوابها في عام 1994، وأعيد افتتاحها في أبريل 1995. في ذلك الوقت تم تقديم اللغة الإنجليزية كوسيلة للتعليم جنبًا إلى جنب مع الفرنسية.
اعتبارًا من عام 2005، تمّ التركيز على العلوم والتكنولوجيا والعلوم الإنسانية، مع الفرنسية والإنجليزية كوسيلة للتعليم.

## تاريخ
عندما بدأت في عام 1963، كانت الجامعة تتكون من ثلاث وحدات أكاديمية: كلية الطب وكلية العلوم الاجتماعية وكلية تدريب المعلمين (ENS). في ذلك الوقت، كان بها 51 طالبًا و 16 محاضرًا. بحلول عام 2005، كان بالجامعة 8221 طالبًا و 425 محاضرًا.
التواريخ والحقائق الهامة هي كالآتي:
- 3 نوفمبر 1963: الافتتاح الرسمي للجامعة الوطنية في رواندا
- 12 مايو 1964: قانون التأسيس الخاص بالجامعة
- 1966: تم إنشاء المعهد الوطني للتعليم بفضل برنامج الأمم المتحدة الإنمائي واليونسكو: يهدف المعهد إلى تدريب وتحسين مهارات معلمي المدارس الابتدائية الثانوية. كما يهدف إلى تنفيذ البحوث التربوية متعددة التخصصات.
- 1967: إنشاء ملحق الجامعة كوحدة مهمتها أن تعكس الجامعة من خلال خدماتها للناس
- 1972: إنشاء مركز أبحاث في دستور الأدوية والطب التقليدي (CUPHARMETRA) في كلية الطب. أصبحت هذه هيئة مستقلة في عام 1980.
- مايو 1973: وضعت الجامعة بالاشتراك مع كلية غنت للعلوم التطبيقية برنامجًا تدريبيًا تقدميًا للمهندسين المدنيين المتخصصين في بناء وإنشاء برنامج مشروع أولي في الهندسة الميكانيكية الكهربائية.
- أكتوبر 1973: ساهمت جامعة أنتويرب في افتتاح كلية الحقوق.
- 1974: تم إنشاء مركز لدراسة وتجريب الطاقة في رواندا داخل كلية العلوم. أصبحت مستقلة منذ عام 1977.
- 13 يونيو 1979: تم إنشاء كلية الهندسة الزراعية والتي كانت قسمًا في كلية العلوم.
- 1 أكتوبر 1981: تم دمج الجامعة والمعهد الوطني للتعليم. منذ ذلك الحين، كان للجامعة الوطنية لرواندا حرمين جامعيين: أحدهما في موزانزي [الإنجليزية]‏ والآخر في هويي [الإنجليزية]‏. بعد سنوات قليلة، انتقلت كلية الحقوق إلى مبورابوتورو (كيغالي).
- نوفمبر 1988: الاحتفال بالذكرى الخامسة والعشرين لتأسيس الجامعة. الافتتاح الرسمي لمعهد الإدارة العامة (ISAP)، وهي نتاج تعاون بين الجامعة ومؤسسة كونراد أديناور [الإنجليزية]‏
- أبريل- يوليو 1994: فقدت الجامعة عددًا كبيرًا من موظفيها وطلابها الذين قتلوا خلال الحرب والإبادة الجماعية. كانوا ضحايا أيديولوجيتهم أو هويتهم العرقية. تعرضت الجامعة لخسارة كبيرة: فقد تم تدمير معدات المختبرات وأجهزة الكمبيوتر والبنية التحتية الأكاديمية أو أخذها. تم إغلاق الجامعة بسبب الحرب السائدة في البلاد، واضطر أولئك الذين لم يُقتلوا إلى الاختباء، وهرب آخرون في المنفى.
- يناير 1995: تحول حرم موزانزي وكلية الحقوق في كيغالي وأصبحا جزءًا من حرم جامعة هوبي.
- أبريل 1995: إعادة فتح الجامعة. كان التغيير الرئيسي هو إعادة تجميع جميع الكليات والمدارس في حرم هوبي لأسباب أمنية أولاً ثم لأسباب إدارية. لم تكن البداية سهلة ولكن الحكومة قررت حسن سير العمل بأي ثمن. كان على الحرم الجامعي الذي تم تشييده لـ 1600 طالب أن يستوعب أكثر من 4500 طالب. أقلعت الجامعة ببطء ولكن بثبات على الرغم من جروح الحرب. أصبحت اللغة الإنجليزية لغة جديدة للتدريس.
- 2 أبريل 1996: إنشاء كلية علوم وتقنيات المعلومات (ESTI)
- 1997: تم تحديد السنة التمهيدية لتعلم اللغة (الفرنسية والإنجليزية) لجميع المبتدئين في الأمم المتحدة.
- 1998: استحداث درجة الدكتوراه في كلية الطب
- 1998، تمّ إنشاء قسم علم النفس السريري كاستجابة للصدمة من الإبادة الجماعية لعام 1994 ضد التوتسي. تم دمج القسم في كلية التربية، ولاحقاً انتقل إلى كلية الطب سنة 2009.
- 15 يونيو 1998: إنشاء هيئة البحوث
- نهاية 1998: دمج كليتي العلوم والعلوم التطبيقية لتشكيل كلية العلوم والتكنولوجيا.
- 1999: إنشاء مركز إدارة الصراع
- 27 نوفمبر 1999: تم إنشاء الرابطة الجامعية ضد الإيدز (LUCS)
- ديسمبر 1999: إنشاء المركز الجامعي للفنون. كانت مهمتها تنشيط الفنون والثقافة، من أجل تقديم مساهمتها في استراتيجيات المصالحة والسلام والوحدة الوطنية. علاوة على ذلك، سيعزز الامتداد الدولي للثقافة الرواندية.
- أبريل 2000: تم إنشاء كلية الصحة العامة
- أغسطس 2000: أصبحت كلية علوم وتقنيات المعلومات (ESTI) مدرسة الصحافة والاتصال. تم تغيير البرنامج للاستجابة بشكل أكثر كفاءة لاحتياجات البلاد.
- 3 نوفمبر 2002: تم إنشاء خريجي الجامعة
- 10 أكتوبر 2005: إعادة الانطلاقة الرسمية للدراسات العليا بكلية الطب
- 18 نوفمبر 2005: إطلاق راديو الجامعة رسميا «راديو سالوس» (Radio Salus)
- 2013: الاندماج مع جامعة رواندا المنشأة حديثًا.[1]

## الكليات
يوجد بالجامعة 9 كليات، وهي:
- كلية الطب
- كلية الزراعة
- كلية الآداب والإعلام والعلوم الاجتماعية
- كلية العلوم التطبيقية
- كلية الحقوق
- كلية العلوم
- كلية الاقتصاد والإدارة
- كلية الصحة العامة
- مدرسة لمهارات اللغة الأساسية
- كلية التصميم الإبداعي

## خريجون متميزون
- بيير نكورونزيزا، سياسي بوروندي، رئيس بوروندي الأسبق
- برنارد ماكوزا [الإنجليزية]‏، سياسي رواندي، الرئيس السابق لمجلس الشيوخ في رواندا
- إدوارد نجيرينتي، سياسي رواندي، رئيس وزراء رواندا
- باستور بيزيمونغو، سياسي رواندي، رئيس رواندا من 1994 إلى 2000
- سيبريان نتارياميرا، سياسي بوروندي، رئيس بوروندي السابق، قُتل خلال تحطم طائرة الرئيس جوفينال هابياريمانا في عام 1994
- دوميتين ندايزيي، سياسي بوروندي، رئيس بوروندي بين 2003 و2005
- الدكتور بيير هابوموريمي [الإنجليزية]‏، سياسي رواندي، رئيس وزراء رواندا السابق
- جان داماسين نتاووكوليريايو [الإنجليزية]‏، سياسي رواندي، الرئيس السابق لمجلس الشيوخ الرواندي
- لويز موشيكيوابو، سياسية رواندية، والأمين العام لمنظمة الفرانكوفونية ووزيرة خارجية سابقة في رواندا
- فنسنت بيروتا [الإنجليزية]‏، سياسي رواندي، وزير الخارجية الحالي في رواندا
- روز موكانتابانا [الإنجليزية]‏، سياسية رواندية، أول رئيسة لمجلس النواب
- كولسي لامكو [الإنجليزية]‏، كاتب مسرحي وشاعر وروائي تشادي المولد
- أليس رويما [الإنجليزية]‏، نائب رئيس وسكرتير الشركة في مجموعة رواندا للطاقة
- بولين نيراماسوهوكو [الإنجليزية]‏، أدينت بتهمة الإبادة الجماعية للاغتصاب

## روابط خارجية
- باللغة الإنجليزية الموقع الرسمي
 للجامعة الوطنية في رواندا